# John Ambrose Fleming
John Ambrose Fleming (Lancaster, Lancashire, Anglia, 1849. november 29. – Sidmouth, Devon, Anglia, 1945. április 18.) brit elektromérnök, feltaláló. Legfontosabb találmánya az 1904-ben szabadalmaztatott izzókatódos cső volt, amellyel egyenárammá lehetett átalakítani a váltóáramot. A találmánynak közel fél évszázadon át, a tranzisztor elterjedéséig, fontos szerepe volt, elsősorban a rádiózásban.